# BC Oostende in het seizoen 2020/21
Het seizoen 2020/2021 was het 51e jaar in het bestaan van de Oostendse basketbalclub BC Oostende.

## Verloop
Oostende begon het nieuwe seizoen als uittredend landskampioen. Nieuwe spelers waren Thomas Welsh, Haris Bratanovic, Pierre-Antoine Gillet en Mario Nakić die gehuurd werd van Real Madrid Baloncesto. In januari 2021 werd Michael Gilmore gehaald die zal uitkomen als stagiair en kan invallen voor uitgevallen spelers. Na de blessure van Thomas Welsh werd zijn landgenoot Jon Teske gehaald eind maart 2021. Niet veel later vertrok Teske alweer. Begin april 2021 werd Kaleb Wesson gehaald maar na tien dagen viel hij ook uit met een blessure en werd opgevolgd met Kenny Wooten. 
Oostende stond na fase twee met een gelijk aantal punten met Union Mons-Hainaut maar won op basis van onderlinge wedstrijden. In de Play-off's won Oostende achtereenvolgend van Spirou Charleroi en Limburg United om in de finale met 3-1 te winnen tegen Union Mons-Hainaut. In de Belgische beker won Oostende de finale tegen Kangoeroes Mechelen met 65-64.

### Europees basketbal
Oostende speelde in het seizoen 2020/21 in de Basketball Champions League Europees basketbal. In het reguliere seizoen speelde Oostende tegen CB San Pablo Burgos, New Basket Brindisi en Darüşşafaka SK. Oostende werd derde in deze groep en was zo uitgeschakeld.

## Selectie
Antwerp Giants ·
Kangoeroes Basket Mechelen ·
Leuven Bears ·
Liège Basket ·
Limburg United ·
Okapi Aalst ·
Oostende ·
Phoenix Brussels ·
Union Mons-Hainaut ·
Spirou Charleroi